# Peter Christensen
Peter Christensen, född 25 april 1975 i Sønderborg, död 6 februari 2025 i Köpenhamn, var en dansk politiker från partiet Venstre.
Christensen var ordförande i Venstres Ungdom 1999–2001. Han var folketingsledamot 2001–2015. Christensen var skatteminister under några månader 2010. Från den 30 september 2015 till 2016 var han försvarsminister och minister för nordiskt samarbete.

## Utmärkelser
- Riddare av Dannebrogorden,  27 april 2012[5]

[Redigera Wikidata]